# Amphoe Pak Phayun
Amphoe Pak Phayun (thailändisch อำเภอ ปากพะยูน) ist ein  Landkreis (Amphoe – Verwaltungs-Distrikt) in der Provinz Phatthalung. Die Provinz Phatthalung liegt in der Südregion von Thailand, etwa 840 Kilometer südlich von Bangkok auf der Malaiischen Halbinsel.

## Geographie
Benachbarte Distrikte und Gebiete (von Westen im Uhrzeigersinn): die Amphoe  Pa Bon und Bang Kaeo in der Provinz Phatthalung sowie die Amphoe Krasae Sin, Sathing Phra, Singhanakhon und Khuan Niang in der Provinz Songkhla.
Im Osten des Kreises liegt der See Thale Luang, der durch eine schmale Wasserstraße mit dem Rest des Songkhla-Sees südlich des Bezirks verbunden ist.

## Geschichte
Amphoe Pak Phayun wurde 1896 im Zuge der Thesaphiban-Verwaltungsreform von König Chulalongkorn (Rama V.) eingerichtet. Er bestand ursprünglich aus 17 Tambon. 1903 wurde er von seinem ursprünglichen Namen „Thaksin“ (ทักษิณ, Süden) in Pak Phayun umbenannt.

## Verwaltung

### Provinzverwaltung
Amphoe Pak Phayun ist in sieben Unterbezirke (Tambon) eingeteilt, welche weiter in 63 Dorfgemeinschaften (Muban) unterteilt sind.
| Nr. | Name         | Thai      | Dörfer | Einw.  |
| --- | ------------ | --------- | ------ | ------ |
| 1.  | Pak Phayun   | ปากพะยูน   | 06     | 08.620 |
| 2.  | Don Pradu    | ดอนประดู่   | 11     | 06.443 |
| 3.  | Ko Nang Kham | เกาะนางคำ | 09     | 05.588 |
| 4.  | Ko Mak       | เกาะหมาก  | 11     | 07.196 |
| 5.  | Falami       | ฝาละมี     | 11     | 10.670 |
| 6.  | Han Thao     | หารเทา    | 09     | 09.792 |
| 7.  | Don Sai      | ดอนทราย   | 06     | 02.376 |

### Lokalverwaltung
Es gibt sechs Kleinstädte (Thesaban Tambon) im Landkreis:
- Pak Phayun (เทศบาลตำบลปากพะยูน), bestehend aus Teilen des Tambon Pak Phayun,
- Ao Phayun (เทศบาลตำบลอ่าวพะยูน), bestehend aus den anderen Teilen des Tambon Pak Phayun,
- Han Thao (เทศบาลตำบลหารเทา), bestehend aus dem gesamten Tambon Han Thao,
- Ko Nang Kham (เทศบาลตำบลเกาะนางคำ), bestehend aus dem gesamten Tambon Ko Nang Kham,
- Don Sai (เทศบาลตำบลดอนทราย), bestehend aus dem gesamten Tambon Don Sai.
- Don Pradu (เทศบาลตำบลดอนประดู่), bestehend aus dem gesamten Tambon Don Pradu.

Die beiden restlichen Tambon Ko Mak und Falami werden jeweils von einer „Tambon-Verwaltungsorganisation“ (TAO, องค์การบริหารส่วนตำบล) verwaltet.